# Туден
Туден е село в Западна България. То се намира в Община Годеч, Софийска област.

## География
Село Туден се намира на 5 km западно от общинския център Годеч и на 55 km от столицата София, покрай коритото на река Нишава. Характерно за това село е неорганизираното му селищно пространство. Самото село има 30 махали, които започват от Годеч и свършват при Букоровския манастир. Махалите са кръстени на основателите си: например махалата, в която се намира църквата, се нарича Ваклинова махала, кръстена на прародител с името Ваклин.

## История
За пръв път селото се среща в документи от 1453 г. под името Тудан, а през 1576 г. вече като Туден. Относно произхода на името на селото, може да се предположи, че има общ произход с румънската дума tudina – пропаст, урва, стръмнина – която е от субстранен произход в румънския, т.е. Туден и tudina имат еднакъв произход – тракийски или дакомизийски. Географският ареал на селото дава основание да се мисли за подобно значение, тъй като е разположено над река Нишава, която точно при него влиза в тесен пролом 
Според преданието селото се е намирало под село Ропот на 3 км в северозападна посока от днешното си землище. Сега има само останки от каменни основи на постройки. Там се е намирал турският път за Цариброд и Ниш. Населението решило и построило църквата за три нощи, като през деня не се е работело. Църквата била каменна без участие на дърво. Когато турците разбрали, че се строи църква, арестували двама свещеници и един владика и ги подложили на мъчения, за да разберат къде се строи. Духовниците умрели, но не издали мястото. Коритото на Нишава било далеч и невидимо за турски очи. Постепенно започнало преселението. Всеки род си направил махала, като земеделските имоти били около махалите. Затова и до днес селото си е пръснато на малки махали на голямо пространство. По време на преселението хората наричали новото село Отуде, което значи „оттатък“, от което идва и другата възможност за произхода на името село Туден.
От древната история знаем, че в околията на селото е имало селище в местността „Реката“ през късната бронзова епоха (1600 – 1100 г. пр Хр.).
През 1849 година свещеникът Никола Здравков от Туден е спомоществувател на учебника на Найден Геров „Извод от физика“.

## Културни и природни забележителности
В землището на село Туден се намира и Букоровският манастир „Св. Георги Победоносец“. Той е единственият манастир в България, който има пет църкви. Функционира само старата църква „Св. Георги“, другите четири – „Св. Петка“, „Св. св. Кирил и Методий“, „Св. Неделя“ и „Вси Светии“, все още не са изографисани. Той е действащ, като от началото на 2015 г. за него се грижи отец Драгомир. Според преданията там е имало четири параклиса, разположени в кръг, а в средата – внушителен кръст с разпънат на него Исус Христос.
Друга забележителност е църквата „Св. Николай Чудотворец“, която се намира в центъра на селото, непосредствено до селската чешма, кметството, и до селското гробище. В архитектурно – типологично отношение представлява едноапсидна, еднокорабна постройка с размери 5,80 х 15,60 m, с полуцилиндрично засводяване без купол, с вторично пристроен притвор. Градежът на църквата е от ломени камъни със спойка от хоросан, като на много места са били преизползвани материали от по-ранен градеж: бигорни камъни, за рамка на прозореца в олтарната апсида е използвана част от каменен кръст и др. В началото на XX век от западната страна на църквата е пристроен притвор с дървена конструкция и пълнеж от кирпич. В него забележителност представляват два резбовани тавана, които са изключителна рядкост в църквите на територията западно от град София. Стенописите изцяло покриват интериора на църквата и са със сходен стил с тези в старата църква „Св. Димитър Солунски“ в град Годеч. Предполага се, че под стенописите има по стар живописен слой, но не са правени проучвания. От надписа на входа в наоса става ясно, че на това място е имало църква през XV век и през 1812 г. е съградена наново, като ремонти са правени през 1843 г. и 1845 г. Този надпис е много интересен, защото описва важни за района събития - нахлуването на турците, годината на изграждането на храма, имената на ктиторите и селищата.
Надписът над входа гласи:
| „ | Да се знае кога е напред правена тая църква, когато обладаха турците България в лето Господне 1400. Тогава се направи тая църква за три дни. Говедар я правил. После дойде време на 1812. Тогава поднови икони чорбаджи Рано от Туден. Правил ги е скришом на кошари, та никой не е знаел. От турско зло тогда обесиха владиката в Пирут и един калугер стогърец (т.е. светогорец) и 18 души човеци. Па дойде време 1843 та поднови църквата на Рано син майстор Стефан сос майстор Бранко, когато дигнаха глава пирутчани против турците, та га излезоха кърджалии; та правеха църквата до обед, а обед бегаха та се криеха от кърджалии и майстор Стефан и син му Рангел, Георги и Янко – брат му и син му Петър Йоан, Стана, Стефановица и Стамена. В лето господне 1845. | “ |

## Редовни събития
- 6 май – празника на Букоровския манастир „Св. Георги Победоносец“

## Личности

### Родени
- Симеон Истатков, 2 поредни пъти републикански шампион по кегелбан
- Васил Попилиев, заслужил артист
- Момчил Арсов, артист от Ямболския театър
- Драгомир Бонев, полковник от МВР
- Велко Христов Иванов, кап. 1-ви ранг от Военноморските сили на Република България